# Technomyrmex wolfi
Technomyrmex wolfi är en myrart som först beskrevs av Auguste-Henri Forel 1916.  Technomyrmex wolfi ingår i släktet Technomyrmex och familjen myror. Inga underarter finns listade i Catalogue of Life.

## Bildgalleri

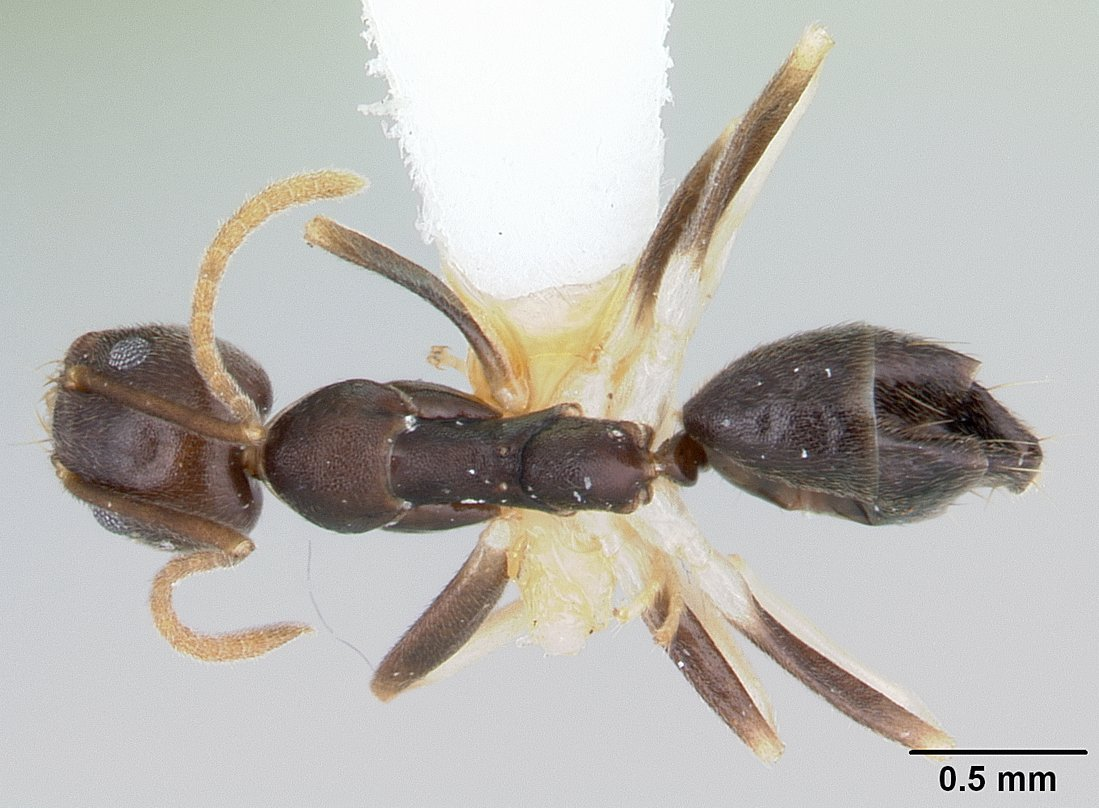
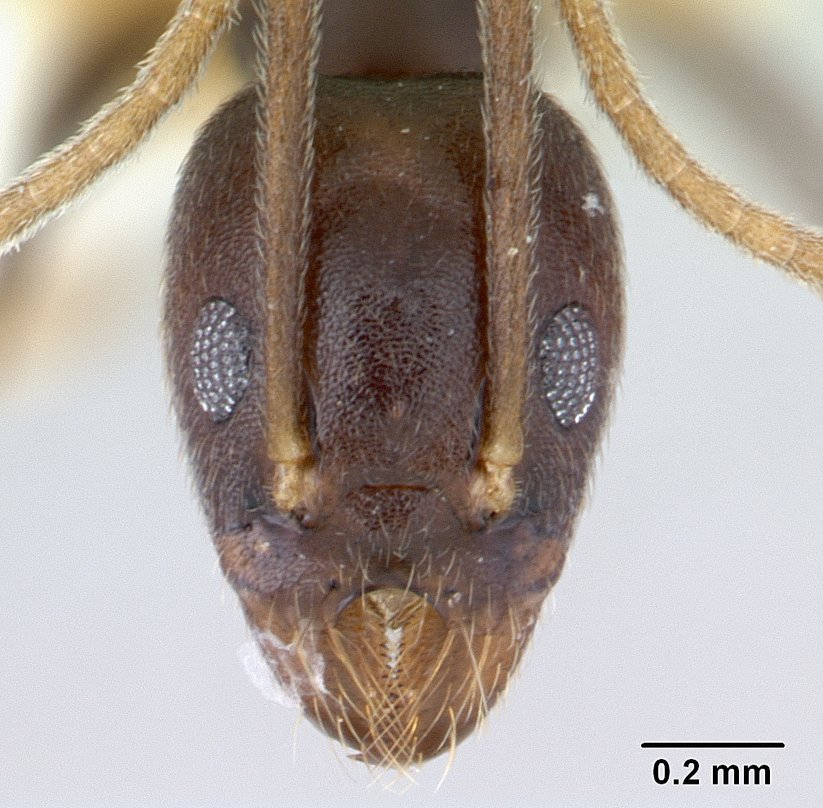
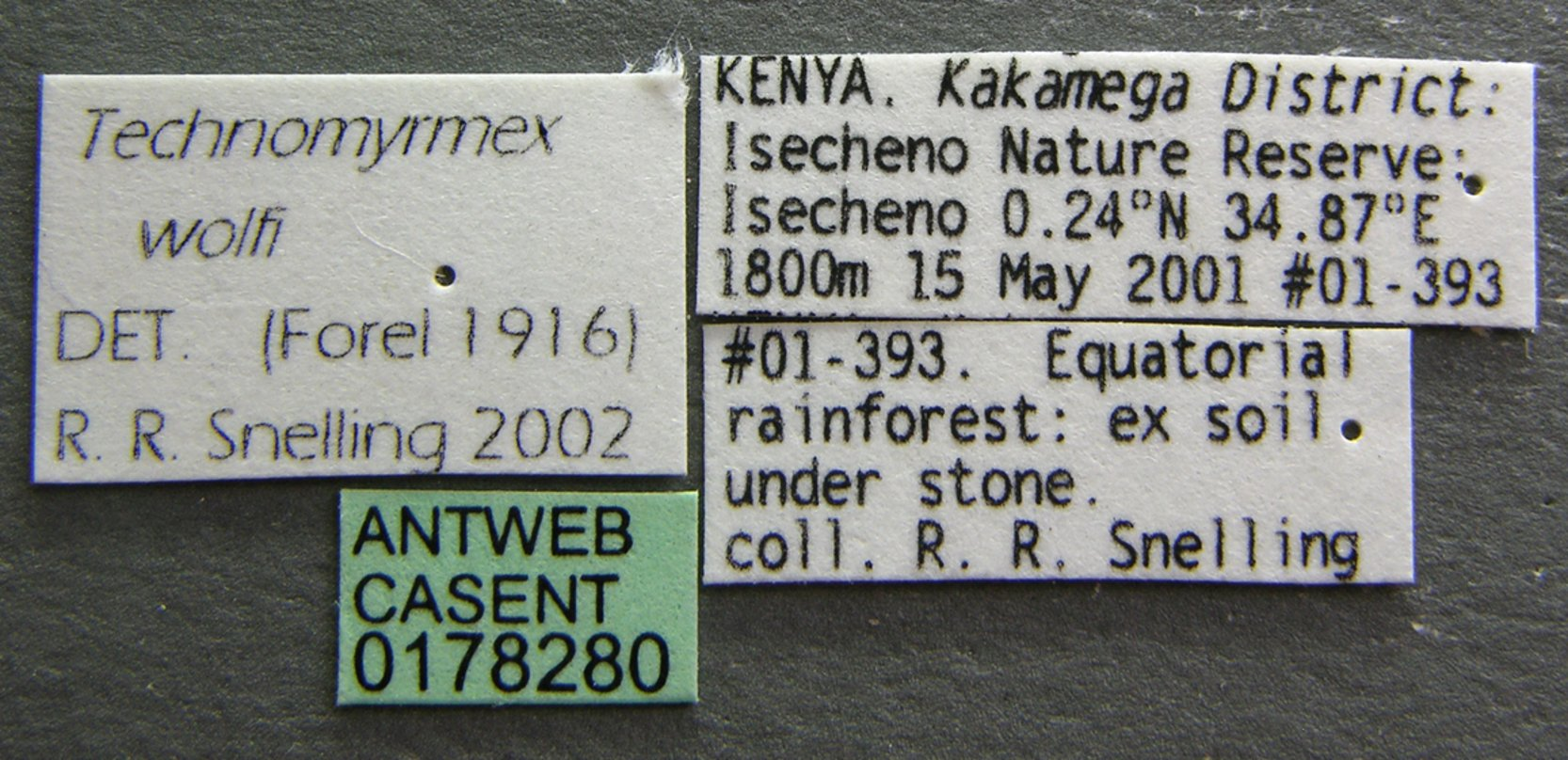
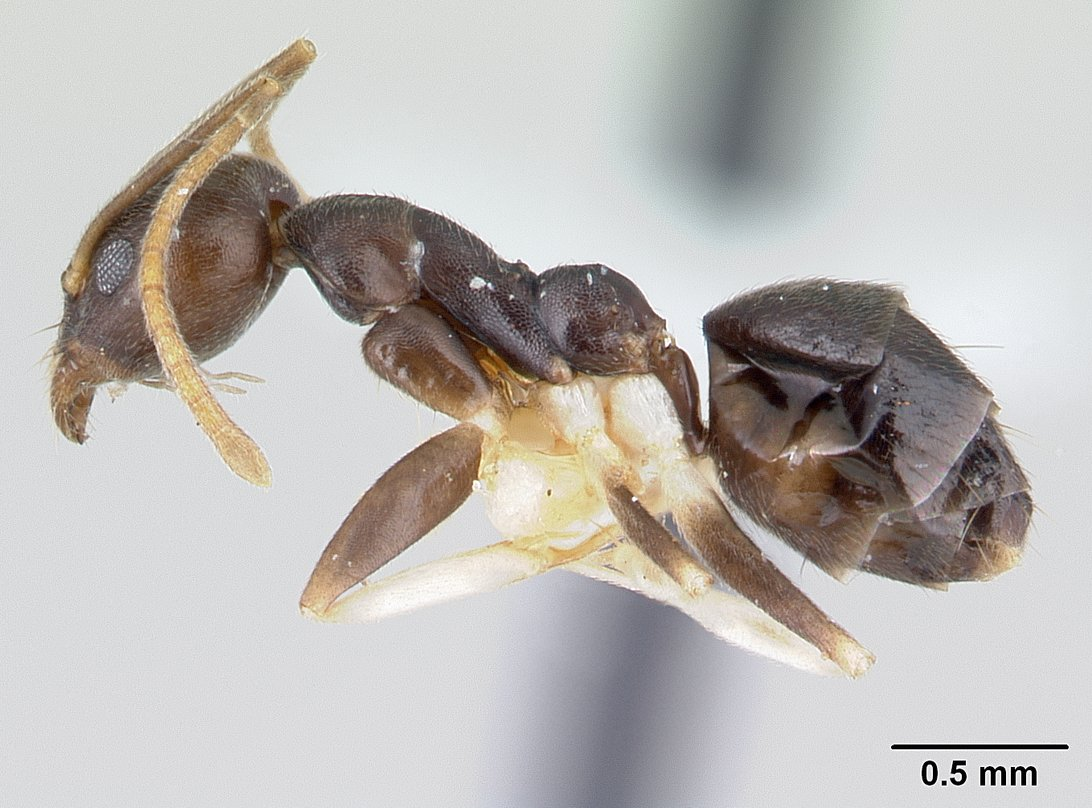